# Xenotoca eiseni
El mexclapique de cola roja o goodeido de cola roja (Xenotoca eiseni) es una especie de pez goodeido de la familia Goodeidae y la subfamilia Goodeinae. Al igual que otros miembros de Goodeinae, el Goodeido cola roja es un vivíparo. Sin embargo, el sistema de apareamiento de los goodeidos difiere en varios aspectos de los peces vivíparos más comunes de la familia Poeciliidae, que incluye guppies y xiphos. Aunque ninguna de las especies de goodeidos es un pez de acuario muy popular, el goodeido cola roja es uno de los más populares junto con el carpín mariposa de ameca.

## Hábitat y rango
El goodeido cola roja viene de varios ríos en las tierras altas de México, incluyendo el Río San Leonel y Río Grande de Santiago de Nayarit y Río Tamazula en Jalisco. Ellos viven en arroyos limpios de montaña, así como las cunetas.

## Descripción
El goodeido cola roja es un pez de profundidad de cuerpo, y los machos tienen una joroba detrás de la cabeza. La joroba se hace más grande ya que los machos se hacen mayores.  El cuerpo de los machos es azul, y la aleta caudal (la cola) y el área penduncular son de color rojo o naranja. Hay una serie de variaciones de color, y el de Nayarit tiene un cuerpo azul, mientras que los peces de San Marcos (Jalisco) son con manchas. Las hembras son de color más claro Las hembras son generalmente un poco más grandes que los machos. Las hembras crecen más de 7 centímetros mientras que los machos crecen hasta 6 centímetros.

## Cría
Los goodeidos machos como el Goodeido cola roja tienen una muesca anal que le da a estos peces el nombre de "Aletas divididas", en lugar de gonopodio de los poecílidos. Esta muesca anal, o andrópodio, se utiliza para transmitir el esperma a la hembra. La hembra nutre al feto a través de los bebés con un trophotaeniae, que funcionan como un cordón umbilical en los mamíferos.
Las hembras dan a luz cada 2 meses y 10 a 50 crías. Los alevines recién nacidos son relativamente grandes en comparación con la mayoría de los portadores vivos recién nacidos, a unos 15 milímetros (2 / 3 de pulgada) de largo.
En la naturaleza, tanto goodeido cola roja macho y hembra prefieren aparearse con los peces de tamaño similar. Esto limita la ventaja sexual de los machos que crecen especialmente grande. Esto minimiza el dimorfismo sexual en el tamaño de los peces entre machos y hembras.

## En el acuario
El goodeido cola roja no es un pez de acuario muy común, pero es uno de los goodeidos más comunes que se mantienen en el acuario. No son muy exigentes en el acuario, aunque prefieren aguas duras y alcalinas. Pueden tolerar un amplio rango de temperaturas del agua, de 15 a 30 grados Celsius (59 a 86 grados Fahrenheit). Aceptan una amplia gama de alimentos, pero sí requieren algo de materia vegetal en su dieta. Aunque en general son pacíficos, se sabe que de vez en cuando pueden llegar a cortar las aletas de los otros habitantes del acuario. Este comportamiento se puede reducir manteniendo a los goodeidos cola roja en grupo.